# Dirty Dancing (película para televisión)
Dirty Dancing es una película para televisión, adaptación de la película de 1987 del mismo nombre, que fue estrenada en ABC el 24 de mayo de 2017. Es protagonizada por Abigail Breslin, Colt Prattes, Nicole Scherzinger, Bruce Greenwood, Debra Messing, Sarah Hyland, Tony Roberts, Billy Dee Williams, y J. Quinton Johnson. En su emisión original, la película fue vista por 6.61 millones de espectadores con una calificación de 1.4 en la edad 18-49 demográfica y una cuota de 5.
Ha recibido generalmente críticas negativas por la mayoría de los críticos.

## Elenco
- Abigail Breslin como Frances "Baby" Houseman.[1]
- Colt Prattes como Johnny Castle.[6]
- Nicole Scherzinger como Penny Johnson.[7]
- Bruce Greenwood como Dr. Jake Houseman.[8]
- Debra Messing como Marjorie Houseman.[9]
- Sarah Hyland como Lisa Houseman.[10]
- Tony Roberts como Max Kellerman.[11]
- Shane Harper como Robbie Gould.[12]
- Billy Dee Williams como Tito Suárez.[13]
- Beau Casper Smart como Billy Kostecki.[14]
- Katey Sagal como Vivian Pressman.[15][16]

## Producción

### Desarrollo
En agosto de 2011, Lionsgate anunció sus planes de hacer una remake del film. Se confirmó que el estudio contrató al coreógrafo de la película, Kenny Ortega, para dirigir. "
En diciembre de 2015, ABC ordenó una remake musical de 3 horas de Dirty Dancing con el director australiano Wayne Blair en el timón y lo protagonizan Abigail Breslin, Colt Prattes, Debra Messing, Sarah Hyland, Nicole Scherzinger, Billy Dee Williams & Shane Harper.
La película será coreografiada por Andy Blankenbuehler y Luis Salgado.

### Filmación
Filming fue filmada en Hendersonville. La mayoría de las locaciones fueron a al oeste de North Carolina incluyendo Asheville, Cashiers y Saluda, con el rodaje tomando lugar entre abril y mayo de 2016. Los personas que habitan en el área Hendersonville serán parte de miembros del equipo, extras y bailarines, y serán invitados a proporcionar automóviles de la década de los 60s. La mayor parte del rodaje tomó lugar en High Hampton Inn en Cashiers. Se creó un estimado de 1,225 puestos de trabajos, incluyendo 900 extras, 30 miembros del reparto y 225 posiciones del equipo para apoyar el proyecto.

### Marketing
El póster oficial fue presentado en marzo de 2017, y cuenta con Breslin y Prattes en un abrazo de su último baile en la película. Un tráiler de 30 segundos fue lanzado un mes antes del lanzamiento de la película de televisión.

## Soundtrack
| Dirty Dancing: Original Television Soundtrack |                                       |                                                                                             |          |  |
| N.º                                           | Título                                | Intérprete(s)                                                                               | Duración |  |
| 1.                                            | «Be My Baby»                          | Bea Miller                                                                                  | 2:44     |  |
| 2.                                            | «Big Girls Don't Cry»                 | Karmin                                                                                      | 2:20     |  |
| 3.                                            | «Love Man»                            | J. Quinton Johnson                                                                          | 2:19     |  |
| 4.                                            | «Do You Love Me»                      | Colt Prattes, Nicole Scherzinger & Johnson                                                  | 2:45     |  |
| 5.                                            | «Fever»                               | Katey Sagal & Prattes                                                                       | 3:21     |  |
| 6.                                            | «When I’m Alone»                      | Johnson                                                                                     | 2:44     |  |
| 7.                                            | «Wipe Out»                            | American Authors feat. Lindsey Stirling                                                     | 2:31     |  |
| 8.                                            | «Hungry Eyes»                         | Greyson Chance                                                                              | 3:42     |  |
| 9.                                            | «Hey Baby»                            | Lady Antebellum                                                                             | 2:24     |  |
| 10.                                           | «Whole Lotta Shakin' Goin' On»        | Scherzinger & Abigail Breslin                                                               | 3:07     |  |
| 11.                                           | «Cry To Me»                           | Seal                                                                                        | 2:50     |  |
| 12.                                           | «They Can't Take That Away From Me»   | Debra Messing                                                                               | 2:29     |  |
| 13.                                           | «Love Is Strange»                     | Breslin & Prattes                                                                           | 3:01     |  |
| 14.                                           | «They Can’t Take That Away (Reprise)» | Bruce Greenwood                                                                             | 2:00     |  |
| 15.                                           | «She's Like the Wind»                 | Calum Scott                                                                                 | 3:25     |  |
| 16.                                           | «Don’t Think Twice It’s Alright»      | Sarah Hyland & Johnson                                                                      | 3:39     |  |
| 17.                                           | «(I've Had) The Time of My Life»      | The Cast of Dirty Dancing feat. Prattes, Breslin, Johnson, Scherzinger, Messing & Greenwood | 5:07     |  |

## Recepción

### Críticas
La película ha recibido críticas negativas. En Rotten Tomatoes la película obtuvo una puntuación de 22% de media basada en 17 opiniones. En Metacritic, la película recibió una puntuación de 39 sobre 100 basada en 15 críticas, lo que indica "comentarios generalmente desfavorables".
Kimberly Roots de TVLine le dio a Dirty Dancing un suspenso, declarando: "Al agregar elementos innecesarios y convirtiendo Dirty Dancing en un musical, ABC demuestra que no sabría qué es lo que hizo especial a la película original aunque les golpease en la pachanga."
Mae Abdulbaki de theyoungfolks.com le dio a Dirty Dancing un 3 (sobre 10), diciendo que "Rehacer una de las películas más populares y queridas de la historia del cine parece casi una falta de respeto en muchos niveles. Cuando me dispuse a ver la nueva versión de la película de TV Dirty Dancing con una mente abierta y sin perjuicios, pensé que si al menos el baile era bueno, entonces habría algo para disfrutar. Pero la versión actualizada ni siquiera cumple con las más bajas de las expectativas, haciendo que la suma de las partes dé un resultado terrible. La película es lenta y aburrida, los actores principales no tienen absolutamente ninguna química, y el aspecto musical no añade nada a la película".
Sonia Saraiya de Variety declaró en su crítica negativa: "Un remake mal concebido de la película de 1987, no conserva nada de la pasión, habilidad o diversión del original."

### Audiencia
Dirty Dancing promedió una calificación de 1.3 en adultos 18-49 y 6.6 millones de televidentes, transmitiendo de 8 p. m. a 11 p. m., la remake dio a ABC su miércoles más visto en casi siete meses.